# MEWO Kunsthalle

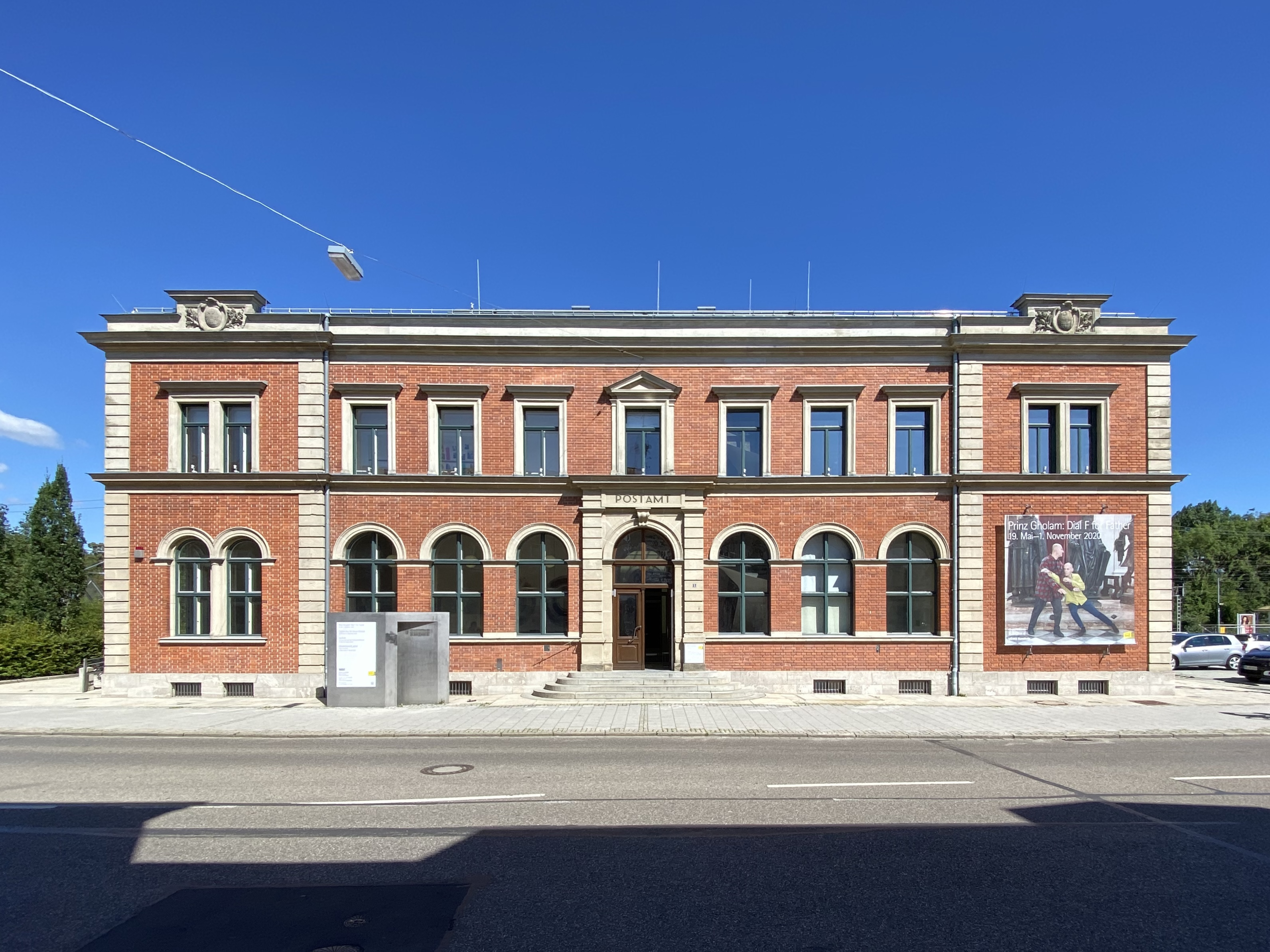
Die MEWO Kunsthalle von Westen, von der Bahnhofstraße, her gesehen.

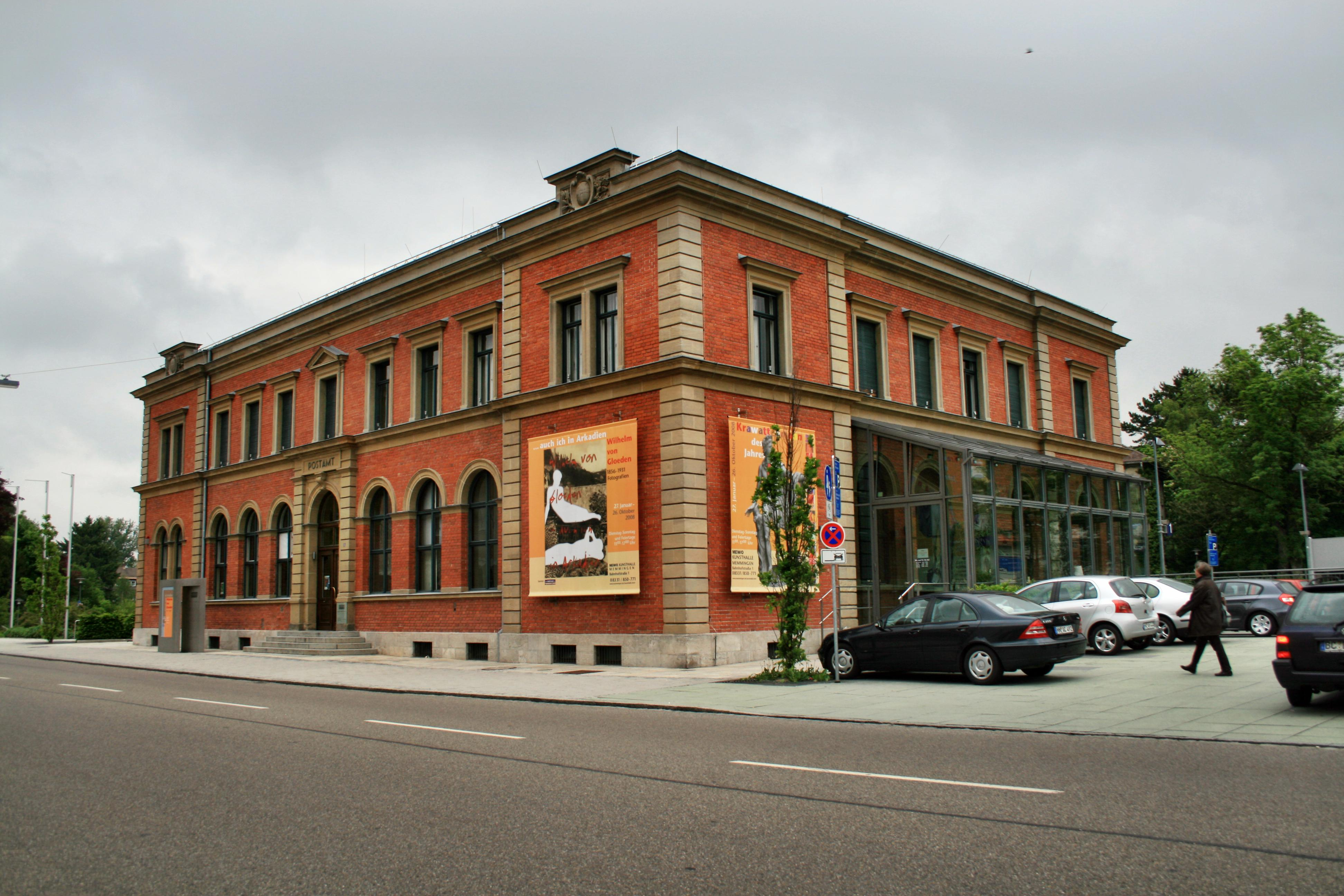
Die MEWO Kunsthalle in der alten Hauptpost

Die MEWO Kunsthalle ist ein städtisches Ausstellungshaus für zeitgenössische Kunst sowie für Kunst des 19. und 20. Jahrhunderts in der oberschwäbischen Stadt Memmingen.

## Geschichte
Die Kunsthalle befindet sich in dem unter Denkmalschutz stehenden Gebäude der ehemaligen Hauptpost am Bahnhof. Dieses wurde 1901 als königliches Postamt errichtet. Das spätklassizistische Amtsgebäude wurde bis 1990 als Postamt genutzt. In den Jahren 1990 bis 1996 war darin das Landgericht untergebracht, während dessen Gebäude am Hellhof saniert wurde. Von 1999 bis 2001 wurde es temporär als Bahnhof genutzt während das nebenan liegende Bahnhofsgebäude neu erbaut wurde.
2002 erwarb die Memminger Wohnungsbaugenossenschaft eG (MEWO) die sogenannte Alte Post und sanierte sie für über 4 Millionen Euro. Seitdem überlässt die MEWO der Stadt das Gebäude mietfrei zur Nutzung als Kunsthalle. Nach den Umbauarbeiten konnte die MEWO Kunsthalle am 25. November 2005 eröffnet werden.
Von 2005 bis 2011 wurde die Kunsthalle von Joseph Kiermeier-Debre geleitet. Im November 2012 übernahm der Kunsthistoriker Axel Lapp die Leitung. Er verfolgt ein Ausstellungskonzept mit einer erhöhten Zahl an kürzeren Ausstellungen.

## Architektur
Die Backsteinfassade ist mit Eckrisaliten und Hausteinfassungen gegliedert. An die Nordseite schließt ein pavillonartiger Remisenbau an.
Die Vierflügelanlage gruppiert sich in drei Stockwerken um einen überdachten Lichthof. Im Erdgeschoss befindet sich die große Pakethalle, während im ersten Stock die Ausstellungsfläche in mehrere kleine Räume aufgegliedert ist; darunter auch zwei Räume, die in ihrer Originalgröße und -ausstattung belassen wurden. Im zweiten Obergeschoss findet man das sogenannte Grafikkabinett, dessen Ausstellungsfläche durch ein Schubladensystem deutlich vergrößert wurde.

## Ausstellungen
Die Kunsthalle wurde mit einer Ausstellung über den aus Memmingen-Amendingen stammenden Künstler Josef Madlener eröffnet. Von ihm waren auch jährlich zu Weihnachten seine – wohl berühmtesten – Werke mit Weihnachtsmotiven zu sehen. Es folgten Ausstellungen zu Fotografie, Typografie, Grafik, Zeichnung und Plastik.
Ausstellungen seit 2013:
- 22. November 2014–22. Februar 2015: „Alles Maskerade! Fasching, Karneval & Mummenschanz“
- 11. Oktober 2014–1. März 2015: „Josef Madlener: Josef Madlener: 'Fliegende Blätter' und andere Karikaturen“
- 11. Oktober 2014–6. Januar 2015: „Josef Madlener: Die Heilige Kunst“
- 20. September–9. November 2014: „Ovid’s Girls“ mit Arbeiten von Ulli Böhmelmann, Alexandra Deutsch, Rosalyn Driscoll, Anke Eilergerhard, Laura Evans, Flora Hitzing, Michelle Lougee, Marina Schreiber, Julia Shepley, Hannah Verlin, Leslie Wilcox und Frauke Wilken
- 2. August–2. November 2014: „Artefakte: Bilder der Natur von Maximilian Moritz Prüfer und Nikola Irmer“
- 7. Juni–7. September 2014: „Sounds – Bilder Hören, Geräusche Sehen: Künstlerische Klangarbeiten von Lynne Marsh, Sonia Boyce, Störtebeker, Dominik Erhard, Astronautalis“
- 10. Mai–28. September 2014: „Was bleibt? - Erinnerungen an den Ersten Weltkrieg“
- 10. Mai–28. September 2014: „Max Unold und der Erste Weltkrieg“
- 3. Mai–25. Mai 2014: „Museum für Alle“
- 15. Februar–27. April 2014: „Gabriel Vormstein: In der Welt“
- 15. Februar–27. April 2014: „Und ich? Eine Ausstellung zum Thema Massenkultur“
- 27. Januar–27. April 2014: „Dass ich den Mond sähe im Schlaf…: Zeitgenössische Künstlerinnen aus dem Nahen und Mittleren Osten“, mit Arbeiten von Faiza Butt, Mariam Ghani, Mona Hatoum, Simin Keramati, Rehana Mangi und Neda Razavipour
- 23. November 2013–6. Januar 2014: „Josef Madlener: Weihnacht“
- 26. Oktober 2013–6. Januar 2014: „Thomson & Craighead: Not even the sky“
- 12. Oktober 2013–6. Januar 2014: „Dieter Preiß: Artistenbilder“
- 13. Juli–6. Oktober 2013: „Das Erklären erklären. - Zur Geschichte der Infografik“
- 15. Juni–8. September 2013: „Norbert Bisky: Special Report“
- 15. Juni–8. September 2013: „Max Unold: Portraits“
- 23. März–30. Juni 2013: „Josef Madlener: Bilderwelten“
- 23. März–2. Juni 2013: „Jens Schubert: Blackmagickparty“
- 23. März–2. Juni 2013: „Kino und der kinematographische Blick“, mit Arbeiten von Friedemann Hahn, Omer Fast, Romeo Grünfelder, Emanuel Mathias, Jana Müller, Georg Parthen, Martina Sauter, John Sealey, Jason Silva, John Stezaker, Clemens von Wedemeyer und Ming Wong.

## Sammlungen

### Malerei
Etwa 800 Gemälde und mehr als 2000 grafische Arbeiten aus dem Nachlass des Malers Josef Madlener befinden sich im Depot der MEWO Kunsthalle. Dieser ging 1997 in die Nachlassverwaltung der Stadt Memmingen über. 2008/2009 wurden zusätzlich zur jährlichen Weihnachtsausstellung Madleners Silhouettenbilder in einer Ausstellung gezeigt.
Vom Maler der Neuen Sachlichkeit, Max Unold, besitzt die MEWO Kunsthalle 70 Gemälde und etwa 1000 grafische Arbeiten.

### Grafik
Der dritte Teil der Depotbestände der MEWO Kunsthalle sind Grafiken vom 18. bis 20. Jahrhundert. Diese beinhalten die Sammlungen der Grafiker Johann Gottlieb Prestel (1739–1808), seiner Ehefrau Maria Katharina Prestel (1747–1794) und von Wolfgang Niesner (1925–1994).
Die Vereinigten Stipendienstiftungen Memmingen erhielt die Sammlung Prestel 2003 vom Sammlerehepaar Walter und Hildegard Prestel. Sie besteht aus einer Sammlung von über 150 Kupferstichen, Radierungen und Zeichnungen. Die Stifter ergänzten die Leihgabe bei der Eröffnung der Kunsthalle 2005.
Die Werke Wolfgang Niesners befinden sich seit dem Jahr 2005 als Leihgabe seiner Witwe Friederike Niesner im Bestand der MEWO Kunsthalle wurden bisher aber noch nicht in einer Ausstellung präsentiert.